# ヴァギフ・ムスタファ・ザデ
ヴァギフ・ムスタファ・ザデ (Vagif Mustafazadeh, アゼルバイジャン語: Vaqif Mustafazadə) は ソビエト時代のアゼルバイジャン出身のジャズ ピアニストであり作曲家。ジャズとアゼルバイジャンの民族音楽であるムガムを融合させたことで有名である。

## バイオグラフィー

### 若年期と当時の状況
1920年にアゼルバイジャンはソビエトの支配下におかれ、その20年後にヴァギフは生まれた。彼が5歳になる頃は第2次世界大戦も終結し、スターリンによりジャズは「資本主義」音楽と位置づけられソビエト連邦時代を通じて禁止された(アドルフ・ヒトラーは同じことをドイツで1933年に行った。「黒人の音楽」だからというのがその理由である)。サキソフォンで演奏を行うことまでが非合法化された。ヴァギフはそれらジャズに対する規制をあまり気にすることはなかったようだ。子供時代はBBCで放送されたジャズを聴きつつも、メイハナ というリズミカルな歌（アゼルバイジャンの伝統的なヒップホップと形容されることもある。これも当時は禁止された）を友人と口ずさんでいた。ラジオを聴いた後は友人であるVagif Samadogluとピアノを弾き、自分たちが耳にした音楽を再現しようとしていた。
スターリンが1953年に死去した後はジャズに対する規制が徐々に緩和されていった。しかしあくまでも徐々にであり完全にではなかった。1957年当時でさえヴァギフがコンサートでジャズを演奏することは許されなかった。そういった状況を前にして、友人に向けてやクラブで個人的に演奏せざるを得なかった。彼はジャズでの即興演奏に情熱的に取り組んだが、何か物足りないものを感じていた。最終的にはアゼルバイジャンの伝統音楽であるムガームとジャズを融合させる取り組みを始めた。
ヴァギフ・ムスタファ・ザデは1940年3月16日にバクーで生まれた。名前は母の発案により、著名な詩人サメド・ヴルグンから取られた。「ヴァギフ」はアラビア語で「莫大な知識を有する」という意味である。3歳からピアノを弾き始め、1963年にはAsef Zeynalliの名を冠したするバクー州立音楽学校を卒業し、翌年アゼルバイジャン国立音楽学校に入学した。1965年には音楽学校を退学しトビリシに赴き"Orero"アンサンブルのリーダーとなった。後にはグルジア国立フィルハーモニーにて"Qafqaz"（アゼルバイジャン語でコーカサスの意）ジャズトリオを結成した。その後にも1970年に"Leyli"ウーマンズカルテット、1971年には"Sevil"というボーカルと楽器隊によるアンサンブルを結成している。 1977年まではそれらのグループを率いていた。1977年から1979年に死去するまでの間、彼はムガームで使用される楽器を使用するグループを結成しリーダーとなっていた。ヴァギフは"Tallinn-66"ジャズフェスティバルと、"Caz-69"アゼルバイジャンジャズフェスティバルに出演し、功労者として授賞された。また1977年のドネツィクジャズフェスティバルでも授賞されている。"Tbilisi-78"ジャズフェスティバルではベストピアニストに選出された。1978年にモナコで開催された第8回インターナショナル・ジャズコンポーザー・コンテストでは1等賞を獲得し、白いグランドピアノが贈られている。彼はアゼルバイジャン・ソビエト社会主義共和国名誉芸術家に選定され、死後にアゼルバイジャン国家賞が追贈された。

### 彼の名声について
1960年代の初期には一般にもジャズが認知され始め、ヴァギフはアゼルバイジャン以外でも優れたジャズミュージシャンとしても名声を手に入れようとしていた。1966年にはラジオ番組"Jazz Time"の司会者ウィリス・コノヴァーに「ヴァギフ・ムスタファザデは並々ならぬ腕を持つピアニストだ。彼に匹敵するプレイヤーなんていない。私の知る限りでは最もリリカルなピアニストだ」とまで言わしめた。
1978年にモナコで開催された第8回インターナショナル・ジャズコンポーザー・コンテストでは、"Waiting for Aziza"という曲で1等賞を獲得するものの、翌年死去してしまう。
ヴァギフはエリザと結婚し娘をもうけた。その娘がアジザ・ムスタファ・ザデである。彼女はピアニストとして父が始めたジャズ-ムガームのスタイルを受け継ぎ、作曲家、ピアニスト、歌手として成功している。エリザとアジザは現在ドイツに居住している。
また、エリザとの結婚前に一度他の女性とも結婚しており、１女をもうけララと名づけられた。ララ・ムスタファ・ザデは現在、クラシック音楽の優れたピアニストとして活動している。彼女は1991年にフランスで開催されたエピナルピアノコンテストで大賞を受賞した。
ヴァギフはタシケントでのコンサート後間もなく心臓発作で死亡した。その日は奇しくも妻の誕生日（12月17日）と娘の誕生日（12月19日）に挟まれた日であった。